# Prolagus
Prolagus es un género extinto de mamíferos lagomorfos de la familia Prolagidae, conocidos como picas gigantes del Mediterráneo. Otros taxónomos lo colocan en la familia Ochotonidae.
Se caracterizaban por no poseer el último molar inferior, al contrario que los miembros del género Ochotona, que poseen el último molar inferior pero no el superior.

## Especies
Se conocen casi una decena de especies de este género, todas extintas. Entre ellas se encuentran Prolagus sardus y Prolagus corsicanus (pica sarda y pica corsa, respectivamente), tenidas antaño por dos taxones diferentes y hoy englobadas en una única especie, y extintas recientemente. Las demás son:
- Prolagus aeningensis
- Prolagus aguilari
- Prolagus apricenicus
- Prolagus crusafonti
- Prolagus fortis
- Prolagus imperialis
- Prolagus italicus
- Prolagus major
- Prolagus michauxi
- Prolagus oeningensis
- Prolagus osmolskae[2]
- Prolagus praevasconiensis
- Prolagus schnaitheimensis
- Prolagus sorbinii
- Prolagus tobieni
- Prolagus vasconiensis